# Penthimia nigra
Penthimia nigra är en insektsart som beskrevs av Johann August Ephraim Goeze 1778. Penthimia nigra ingår i släktet Penthimia och familjen dvärgstritar.

## Underarter
Arten delas in i följande underarter:
- P. n. castanea
- P. n. caucasica
- P. n. fulva
- P. n. haemorrhoa
- P. n. maculata
- P. n. clavalis
- P. n. ruficollis